# Djurdjura Nationalpark
Nationalparken Djurdjura (arabisk: الحديقة الوطنية جرجرة) er en af Algeriets nationalparker. Det ligger i Kabylien og er opkaldt efter Djurdjurakæden i Tell Atlas.

## Beskrivelse
Blandt de nærliggende byer er Tizi Ouzou mod nord og Bouïra mod syd. I parken findes  en meget brudt tektonik, såvel som mange skove, grotter, kløfter og en vigtig fauna, herunder den truede Barbary-makak, Macaca sylvanus, en primat, som forhistorisk var langt mere udbredt i Nordafrika end i dag.

## Navn
Bjergkædens navn kommer fra det kabylske ord Jjerjer, som betyder "stor kulde" eller "højde", af det gamle sammensatte ord Jer n Jer "bjerget af bjerge". Romeriget plejede at kalde det jernbjerg på latin,  Mons Ferratus, med henvisning til regionens jordbund, såvel som til kabylernes modstand mod den romerske annektering af Kabylien. Navnet Djurdjura bruges også om landsbyerne i bjergkæden. Mmis n'Djerdjer betyder "Djurdjuras børn", som er et kabylsk ord, der henviser til bjergbeboere, der er også en kabylsk kvindegruppe kaldet DjurDjura.